# مارك هوتيجر
مارك هوتيجر (مواليد 7 نوفمبر 1967) هو لاعب كرة قدم متقاعد. لعب مع منتخب سويسرا لكرة القدم. سبق له أن لعب في كأس العالم لكرة القدم مع منتخب بلاده.

## وصلات خارجية
- مارك هوتيجر على موقع الاتحاد الدولي (مؤرشف)  (الإنجليزية)
- مارك هوتيجر على موقع الاتحاد الأوربي (الإنجليزية)
- مارك هوتيجر على موقع قاعدة بيانات كرة القدم.إي يو (الإنجليزية)
- مارك هوتيجر على موقع ناشيونال فوتبول تيمز (الإنجليزية)
- مارك هوتيجر على موقع Soccerway.com (الإنجليزية)
- مارك هوتيجر على موقع عالم كرة القدم.نت (الإنجليزية)
- fifa.com profile